# Затока
Зато́ка — частина океану, моря, озера, що заходить у суходіл, але має вільний водообмін з основною частиною водойми.

## Параметри
Межі затоки визначають по прямій лінії між мисами біля входу або по певній ізобаті. За походженням розрізняють затоки океанічні та морські, за формою — воронкоподібна, витягнута, розгалужена; за властивостями вод — опріснена, солонуватоводна, солона; за глибиною — мілководні та глибоководні.
Затоку можна називати бухтою, якщо вона є портом для кораблів чи суден і має причальні споруди чи, як мінімум, якорну стоянку для суден. Але бухтою може бути не тільки затока, а й частина естуарію.
Гідрологічні і гідрохімічні умови затоки тотожні з умовами водойми, частиною якого вони є. В окремих випадках місцеві особливості клімату та материковий сток можуть надавати гідрологічним характеристикам поверхневого шару заток деякі специфічні риси.

## В Україні
У межах України на Чорному морі налічується понад 20 заток, на Азовському — близько 10. Ці затоки належать до морських, витягнутих, солонувато водних та опріснених (солоність від 5 до 23 ‰, крім затоки Сиваш), вони здебільшого мілководні. Температура води влітку +20, +27, взимку затоки переважно замерзають.

## Найбільші на планеті
До найбільших заток Світового океану належать затоки: Аляскинська, Бенгальська, Біскайска, Велика Австралійська, Гвінейська.
У деяких випадках назва «затока» закріпилася за акваторіями, які за своїм гідрологічним режимом є морями (наприклад, Мексиканська, Гудзонова, Перська, Каліфорнійська).

## Галерея

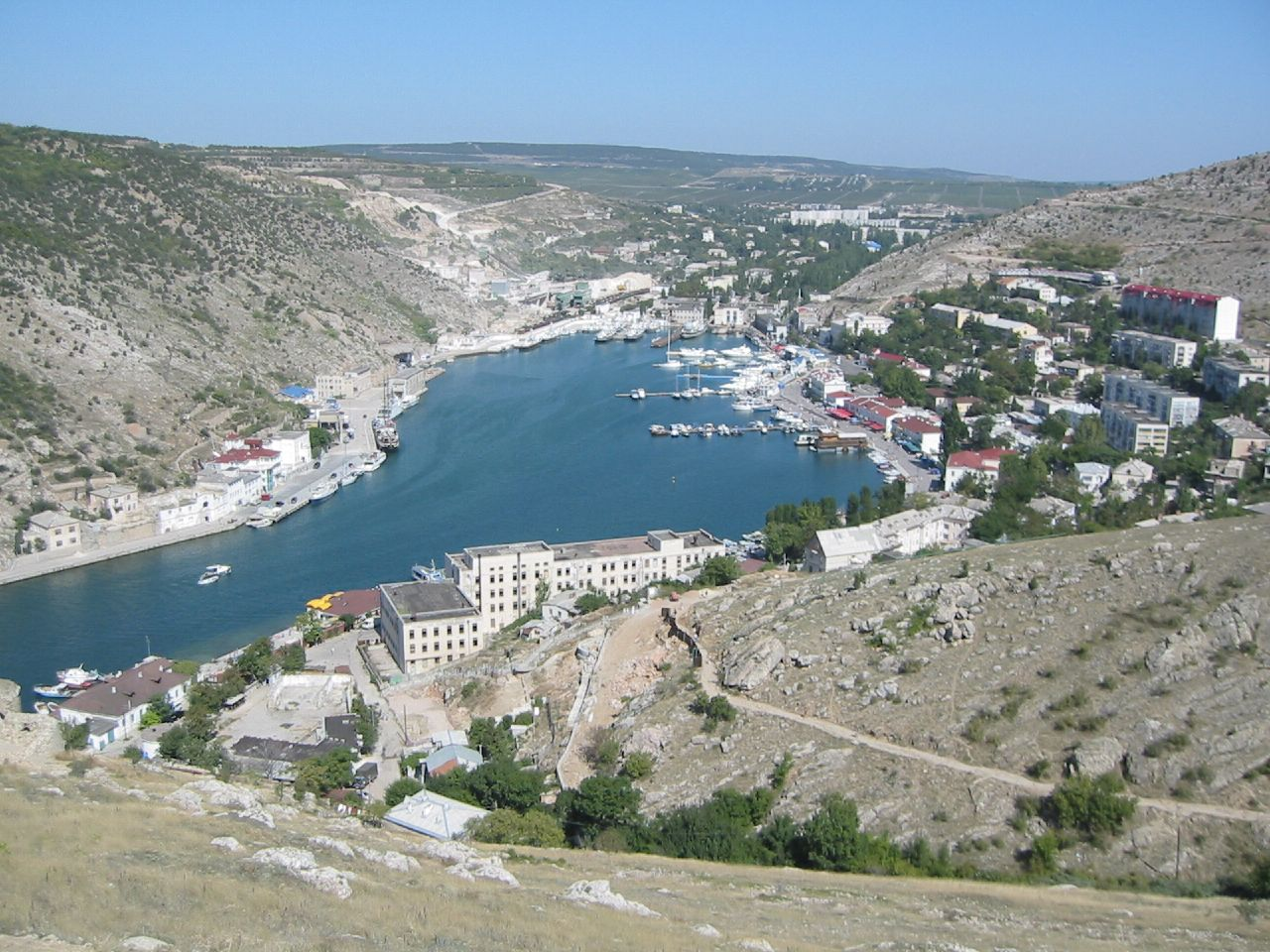
Балаклавська бухта
Гейрангер-фіорд, Норвегія
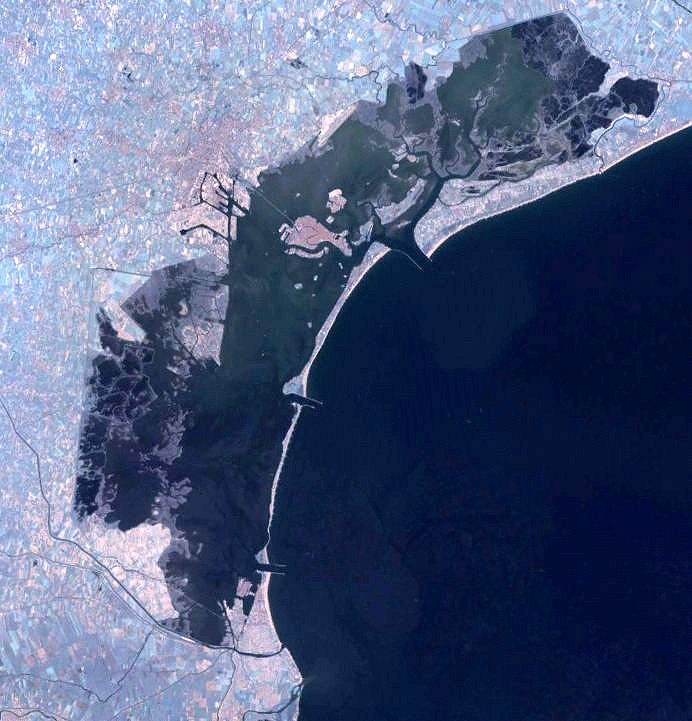
Венеційська лагуна (вигляд з космосу)
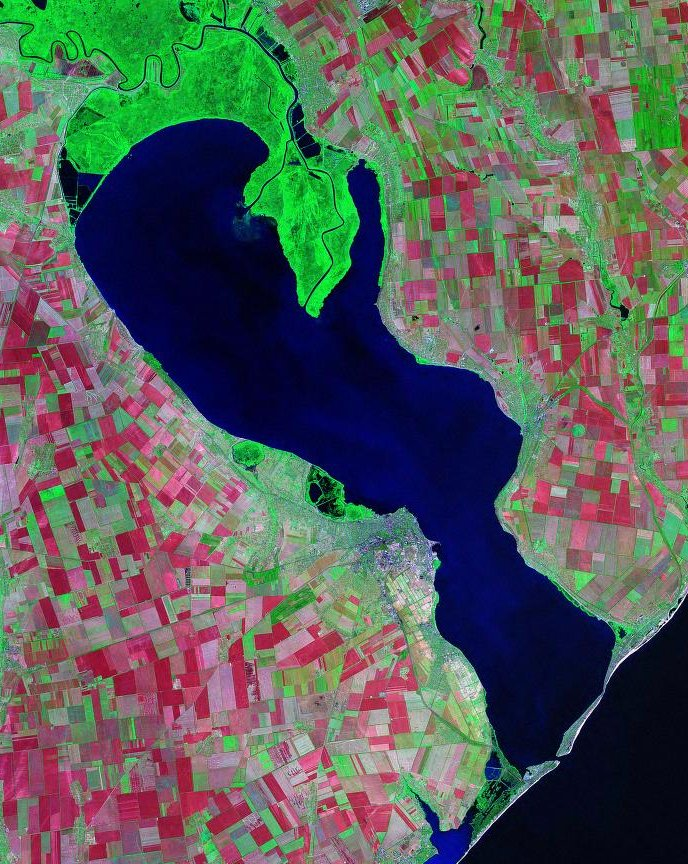
Дністровський лиман (вигляд з космосу)